# Halve marathon van Egmond 1998
De halve marathon van Egmond 1998 vond plaats op zondag 10 januari 1998. Het was de 26e editie van deze halve marathon. De wedstrijd had dit jaar in totaal 9700 inschrijvingen, hetgeen een record was.
De wedstrijd werd bij de mannen gewonnen door de Mexicaan Germán Silva en bij de vrouwen door de Keniaanse Tegla Loroupe. Voor Silva was dit zijn eerste, voor Loroupe haar zesde overwinning.

## Uitslagen

### Mannen
| pos. | atleet                 | land                | tijd    |
| ---- | ---------------------- | ------------------- | ------- |
| 1    | Germán Silva           | Mexico              | 1:03.05 |
| 2    | Greg van Hest          | Nederland           | 1:03.11 |
| 3    | Joseph Mereng          | Kenia               | 1:03.21 |
| 4    | Paul Evans             | Verenigd Koninkrijk | 1:03.23 |
| 5    | Eluid Kibet            | Kenia               | 1:03.57 |
| 6    | Fransua Woldemariam    | Nederland           | 1:04.20 |
| 7    | Marco Gielen           | Nederland           | 1:04.20 |
| 8    | Julius Gidabuday       | Tanzania            | 1:04.27 |
| 9    | Steven Brooks          | Verenigd Koninkrijk | 1:04.34 |
| 10   | René Godlieb           | Nederland           | 1:04.39 |
| 11   | Tadesse Woldemeskle    | Ethiopië            | 1:05.11 |
| 12   | Gennadiy Panin         | Rusland             | 1:05.22 |
| 13   | Peter Visser           | Nederland           | 1:05.27 |
| 14   | Robert Smits           | Nederland           | 1:05.47 |
| 15   | Tekeye Gebrselassie    | Ethiopië            | 1:06.14 |
| 16   | Oleg Otmakhov          | Rusland             | 1:06.19 |
| 17   | Luc Krotwaar           | Nederland           | 1:06.30 |
| 18   | Michiel Otten          | Nederland           | 1:07.01 |
| 19   | Edo Baart              | Nederland           | 1:07.04 |
| 20   | Dick van de Broek      | Nederland           | 1:07.18 |
| 21   | Abraham Zewdie         | Nederland           | 1:07.33 |
| 22   | John Vermeule          | Nederland           | 1:07.49 |
| 23   | Marti ten Kate         | Nederland           | 1:08.17 |
| 24   | Armand van der Smissen | Nederland           | 1:08.22 |
| 25   | Peter van Egdom        | Nederland           | 1:09.07 |

### Vrouwen
| pos. | atlete                | land      | tijd    |
| ---- | --------------------- | --------- | ------- |
| 1    | Tegla Loroupe         | Kenia     | 1:11.47 |
| 2    | Anura Catuna          | Roemenië  | 1:12.52 |
| 3    | Lornah Kiplagat       | Kenia     | 1:13.12 |
| 4    | Nadezhda Ilyina       | Rusland   | 1:13.34 |
| 5    | Elfenesh Alemu        | Ethiopië  | 1:14.11 |
| 6    | Susan Chepkemei       | Kenia     | 1:14.15 |
| 7    | Marleen Renders       | België    | 1:14.19 |
| 8    | Anne Marie Clouvel    | Frankrijk | 1:16.43 |
| 9    | Wilma van Onna        | Nederland | 1:16.48 |
| 10   | Erika van de Bilt     | Nederland | 1:17.17 |
| 11   | Kristijna Loonen      | Nederland | 1:18.06 |
| 12   | Erika Souverijn       | Nederland | 1:18.53 |
| 13   | Mieke Pullen          | Nederland | 1:19.25 |
| 14   | Jolanda Homminga      | Nederland | 1:20.41 |
| 15   | Marianne van de Linde | Nederland | 1:21.50 |

1973 ·
1974 ·
1975 ·
1976 ·
1977 ·
1978 ·
1979 ·
1980 ·
1981 ·
1982 ·
1983 ·
1984 ·
1985 ·
1986 ·
1987 ·
1988 ·
1989 ·
1990 ·
1991 ·
1992 ·
1993 ·
1994 ·
1995 ·
1996 ·
1997 ·
1998 ·
1999 ·
2000 ·
2001 ·
2002 ·
2003 ·
2004 ·
2005 ·
2006 ·
2007 ·
2008 ·
2009 ·
2010 ·
2011 ·
2012 ·
2013 ·
2014 ·
2015 ·
2016 ·
2017 ·
2018 ·
2019 ·
2020 ·
2021 ·
2022 ·
2023 ·
2024 ·
2025